# Udskiftningen
Udskiftningen betegner nyfordelingen af landbrugsjorden under Landboreformerne fra 1700 til 1850. Landbrugsejendomme flyttede mange steder fra landsbyerne ud på de nye marker. Udskiftningen hang nøje sammen med ændringen fra fællesdrift til bøndernes ansvar for dyrkningen af deres egen jord. Udskiftningen kunne finde sted på flere måder: ved en blokudskiftning hvor hver gård fik et så firkantet areal som muligt og blev flyttet ud, ved en stjerneudskiftning hvor gårdene blev liggende i landsbyen og fik et samlet mere eller mindre trekantet område udgående herfra, eller ved kamudskiftning hvis gårdene lå på række med de samlede jordstykker liggende mere eller mindre parallelt ved siden af hinanden; endelig forelå muligheden for at kombinere disse udskiftningsmåder.
Udskiftningen tog først og fremmest sigte på at forbedre bondegårdsdriften. Følgen var, at husmandsklassen derved kom til at befinde sig i en mere udsat stilling, idet deres tidligere ret til græsning på overdrev og fælled forsvandt. For at kompensere for dette tab blev det henstillet, at husmandssteder skulle tillægges en jordlod stor nok til at føde en ko og/eller 4 får. I mange tilfælde blev dette løst ved, at husmandsstederne blev flyttet ud i grupper på de tidligere overdrev og her dannede større eller mindre kolonier. Mange husmænd fik jord i forbindelse med udskiftningen, på øerne oftest 2-5 tønder land.
Udskiftningerne blev altovervejende gennemført mellem ca. 1770 og 1810, idet nogle landsbyer blev udskiftet i to omgange og enkelte først meget sent. Visse øer, som Læsø i Kattegat, Fejø og Femø i Smålandsfarvandet samt småøerne i Det Sydfynske Øhav blev først udskiftet sent, og det samme gælder dele af det nordlige og vestlige Jylland. De seneste udskiftninger skete først i 1830-erne, mens den sidste by, der blev udskiftet, var Lund på Stevns; det skete i 1861.
Efter udskiftningen var der få fællesarealer tilbage, ofte kaldet gadejord (landsbygader og gadekær mv.).

## Baggrund
Under landsbyfællesskabet var jorden inddelt i vange, som atter var underinddelt i agre. Hver gård havde en strimmel jord, et skifte, i hver ager, og den enkelte gårds tilliggende var således fordelt på et meget stort antal jordstykker. Det var en ordning, der hvilede på det princip, at alle gårde skulle have lige andel i mere frugtbare og mere magre jorder således, at alle teoretisk var ligestillede, men i praksis var det en yderst besværlig ordning, både fordi den gav et uforholdsmæssigt stort transportarbejde mellem gården og dens enkelte jordstykker, og fordi den forudsatte vidtrækkende hensyn til hinanden bønderne imellem. I løbet af første halvdel af 1700-tallet bredte der sig en vis erkendelse af, at det ville være en fordel, hvis landsbyfællesskabet blev ophævet, jorden udskiftet og hver gård fik sit tilliggende samlet som en jordlod. Allerede i 1755 blev landsbyen Hårbølle i Fanefjord Sogn på Møn udskiftet, dog uden at dette påkaldte sig særlig opmærksomhed.
Den 26. november 1757 lod regeringen nedsætte en kommission, der havde til formål at sikre "landvæsenets fremtarv og nytte". Denne kommission bestod af Adam Gottlob Moltke, Johan Ludvig Holstein-Ledreborg, C.A. Berkentin og Otto Thott. Kommissionen fremsatte forslag om ophæve fællesskabet og udskifte jorden. For at undersøge mulighederne nærmere blev udarbejdet et spørgeskema til godsejerne, rundsendt i maj 1759, for at finde ud af, hvorledes man rundt omkring i landet stillede sig til dette forslag, men allerede inden, at det blev udsendt, var der den 29. december 1758 udstedt en forordning for Sjælland, Møn og Amager om fællesskabets ophævelse, den 28. december 1759 blev udstedt en lignende forordning for Fyns Stift (Fyn, Lolland og Falster samt tilhørende småøer), og den 8. marts 1760 blev endelig udstedt en lignende forordning for de fire stifter i Jylland. Kommissionen blev ophævet igen den 30. oktober 1767.
Reaktionen på spørgeskemaet var overvejende negativ. Den 15. maj 1761 blev udstedt en ny forordning om landvæsenet "og dets ydermere forbedring ved fællesskabet at ophæve og hindre". Kongen reagerede her skarpt over for godsejerne og kritiserede, at man flere steder var begyndt at frasælge bøndergods uden forinden at have indskrænket fællesskabet. Frederik V døde imidlertid den 14. januar 1766 uden, at reformerne var kommet til udførelse.
Den 27. oktober 1767 lod den nye konge Christian VII nedsætte en ny landvæsenskommission til afløsning af den gamle. Den nye kommission blev kort efter ved kongelig resolution af 30. marts 1768 ophøjet til Generallandvæsenskollegium. Det nye kollegium fik tildelt midler, der dels skulle anvendes til uddeling af præmier og belønninger til folk, som tog initiativer til nyttige tiltag, dels bekoste kollegiets virke. Generallandvæsenskollegiet blev ved kabinetsordrer af 19. november og 7. december 1770 afløst af en Generallandvæsenskommission.
På dette tidspunkt var reformer så småt begyndt i Sønderjylland, hvor kronens gårde på Ærø blev udstykkede fra 1761 og landsbyerne udskiftede, og en udskiftning af 20 landsbyer på det nordlige Als skete i årene 1768-1774 ligesom kronens gårde også her blev udstykkede. I 1769 blev Helnæs by på det sydvestlige Fyn udskiftet.
Ved lov af 28. juli 1769 om fællesskabets videre ophævelse blev åbnet mulighed for, at enhver lodsejer skulle kunne lade sin andel af jord i fællesskabet opmåle, udskille og indhegne, ligesom det blev påbudt, at alle overdrev skulle være inddelt i løbet af en periode på 4 år. I 1771 begyndte Generallandvæsenskommissionen at yde præmier til gårdmænd og selvejere, der på tidligere rytterdistrikter var villige til at flytte ud, ved forordning af 13. maj 1776 kunne enhver lodsejer, uanset størrelsen af dennes jordtilliggende, kræve at få sin jord udskilt og indhegnet, og de øvrige lodsejere skulle deltage i dækningen af omkostningerne derved; det gjaldt også hvis jorden blev samlet på flere lodder. Ved samme forordning blev der tilsagt bygningshjælp, 50-150 rigsdaler pr udflyttet gård, dog indenfor en samlet beløbsramme på 1.000 rigsdaler pr. år. Denne blev forøget ved forordning af 23. april 1781 og gentaget ved plakat af 20. august 1781, dog forudsat at en delings- og udflytningsplan var færdiggjort inden 31. december samme år.
Endelig den 23. april 1781 blev udstedt en forordning, der befalede opløsningen af landsbyfællesskabet. Det blev heri bestemt, at hvis blot een lodsejer ønskede en landsby udskiftet, skulle det gennemføres, og der blev nu stillet midler til bygningshjælp til rådighed, 50-100 rigsdaler pr. udflyttet gård.
Skønt der efterhånden kom gang i udskiftningerne, gik de fortsat trægt. Tre senere bestemmelser fremmede tempoet: ved forordning af 8. juni 1787 blev bestemt, at bønder ikke skulle kunne modsætte sig udflytning og at der ikke måtte fratages bønder jord til oprettelse af nye bøndergårde, hvilket hidtil havde været muligt, og ved plakat af 8. oktober 1795 blev det bestemt, at godsejere kunne gennemtvinge at modvillige med-lodsejere skulle bidrage i passende omfang til udflytning. Endelig ved forordning af 15. juni 1792 blev det bestemt, at godsejere fremover kunne pålægge udskiftede bønder en rente på 4% pr. år - datidens højeste - til dækning af de omkostninger, man havde haft ved gennemførelse af udskiftning og udflytninger, ligesom der blev åbnet for, at godsejere nu kunne "genforhandle" bøndernes landgilde og således indkassere en del af den økonomiske gevinst, som bønderne havde ved udskiftningen. Kunne der ikke opnås enighed, skulle Rentekammeret afgøre tvisten (underforstået: til godsejerens fordel).

## Udskiftningens gennemførelse
Da udskiftningerne begyndte, stod man over for to problemer, som skulle løses:
1. I tilfælde af fælles overdrev for flere landsbyer skulle der ske en udskiftning landsbyerne imellem.
2. I de enkelte landsbyer skulle marker, enge, overdrev og skov udskiftes lodsejerne imellem.

For at løse problemerne skulle der først ske en udskiftning landsbyerne imellem og først der efter lodsejerne imellem. Men yderligere var der problemet, at forskellige godsejere kunne eje de enkelte gårde, og også her var der indbyrdes hensyn at tage. Disse problemer blev ikke mindre af, at nogle godsejere ønskede at fremme udskiftningsprocessen, mens andre var imod. Hele udskiftningsprocessen åbnede derfor for lange og komplicerede processer.
Generallandvæsenskollegiets rundspørge havde vist, at der manglede autoriserede landmålere til at gennemføre processen, og den 9. juli 1768 udstedte Rentekammeret derfor en forordning om en systematisk landmåling. I begyndelsen var der kun 2 landinspektører, men antallet blev senere forøget til 7, idet 1 fik ophold på og skulle dække Sjælland, 1 på Fyn, 1 på Lolland og med Falster og Møn som tillagt ansvarsområde og 1 i hvert af de jyske stifter.
Det viste sig hurtigt, at der var mange indbyrdes modstridende interesser både lodsejere indbyrdes og mellem landsbyer. Gennemførelsen måtte derfor søge at bilægge sådanne konflikter. Allerede ved forordningen af 15. maj 1761 var det blevet bestemt, at i tilfælde af uløselig uenighed skulle den stedlige amtmand udpege to uvildige kyndige skønsmænd til at afgøre vederlag i jord eller penge. For at fremme processen blev landmålingen gennemført uden en ny hartkornsberegning men med en taksering af ager, eng, overdrev, skov osv. Udskiftningsprocessen trak også i langdrag, fordi det i begyndelsen var en forudsætning, at de største ejere ønskede det. Imidlertid var der på samme tid en udvikling i retning af egalisering, hvor gårdene alle var lige stillet med hensyn til skyldsat hartkorn. Et andet forhold, som kunne fremme forløbet, var en forordning af 15. maj 1761, hvorved gårde i en landsby ved mageskifte kunne samle jorden i en enkelt ejers besiddelse.
Udskiftningen kunne i princippet ske - og skete - på en af fire måder:
1. Hvis gårdene lå på række ved siden af hinanden, kunne udskiftningen ske som "kamudskiftning", hvor hver gård fik en samlet jordlod, der udgik fra gården og strakte sig i een retning.
2. Ved "stjerneudskiftning" blev gårdene liggende i landsbyen, og jordlodderne udgik da fra gården udad, hvorved de blev smallere indadtil og bredere udadtil.[20]
3. Ved "blokudskiftning" blev landsbyen næsten helt sprængt, idet jordlodderne blev nærmest rektangulære og de enkelte gårde flyttet ud på de nye jordstykker.[20] I visse tilfælde var parcellerne mere end 4 gange så lange som de var brede, og i sådanne tilfælde tales om "strimmeludskiftning".[21]
4. Endelig ved "parceludskiftning", der ofte kombinerede stjerneudskiftning og blokudskiftning, fik gårdene deres jorder samlede på et fåtal indbyrdes adskilte jordlodder, ofte en hovedlod ved gården, en overdrevslod, en moselod og/eller en skovlod.[20]

Uanset hvilken af disse udskiftningsformer, der blev valgt, var det karakteristisk, at der stort set ikke blev taget hensyn til hidtidige forhold: de nye skel blev sat uden hensyn til eksisterende veje, vangeskel og inddelingen i skifter. Dog kan man sige, at der ved parceludskiftning blev taget hensyn til, om jorden tidligere havde været opdyrket, været overdrev eller var mose, idet bønderne i disse tilfælde fortsat opretholdt deres hidtidige ret til at bruge disse ressourcer.
Udskiftningen indebar, at bønderne fik nye udfordringer og forhold at tilpasse sig: de forskellige dele af jordlodden kunne have uens bonitet med bakkede partier og fugtige lavninger eller (i Jylland) strimler af hede, vejnettet måtte tilpasses kørsel med gødning, der skulle opføres nye hegn, graves nye grøfter og oprenses vandløb. Også udskiftningen af eng, overdrev og skov krævede tilpasning, idet disse lodder kunne ligge fjernt fra gården.
En undersøgelse på Fyn har opgjort, at omkring 16,6% var rene stjerneudskiftninger, 66,6% var blokudskiftninger og resten kombinerede udskiftninger. Stjerneudskiftningen var mest udbredt på Heden mellem København og Roskilde, i Præstø amts sydlige del, i de nordfynske sletteområder og i Jylland i egnen mellem Randers og Århus men forekom mere spredt på Lolland, Falster og Samsø, mens blokudskiftninger var mest udbredt på det godsdominerede sydøstlige Fyn.
Som et led i udskiftningen af landsbyerne blev bøndergårde flyttet ud, hvis deres jordtilliggende kom til at ligge i et område, der ikke stødte op til den gamle landsby. I begyndelsen af 1800-tallet indsamlede Gregers Begtrup oplysninger om omfanget af sådanne udflytninger. For Frederiksborg og Kronborg amters vedkommende, der omfattede meget krongods, var i årene 1785-1789 udskiftet 113 landsbyer og herfra udflyttet 423 gårde og 257 huse. For 22 sjællandske godser, hvor udskiftningen da var afsluttet, blev det opgjort, at af i alt 1.675 gårde var 799 udflyttede svarende til knap halvdelen. For Fyns vedkommende blev af i alt 7.214 gårde udflyttet 1.195 svarende til en sjettedel.For Ålborg amt i Jylland var af i alt 3.061 gårde udflyttet 556 svarende til mellem en femtedel og en sjettedel, for Ribe amt af i alt 3.001 gårde var 590 udflyttede svarende til en femtedel., for Vejle amt var af i alt 2.452 gårde 545 udflyttede svarende til mellem en fjerdedel og en femtedel, for Århus amt var af 3.873 gårde 450 udflyttede, svarende til knapt en ottendedel.

## Husmændene
Under landsbyfællesskabet havde husmænd haft ret til græsning på landsbyernes overdrev. Med udskiftningen forsvandt denne mulighed, fordi jorder her nu blev inddraget til dyrkning. Udskiftningsforordningen af 23. april 1781 havde ikke givet noget påbud vedrørende erstatning til husmænd for deres mistede rettigheder men nøjedes med at henstille, at husmændene fik erstatningsjord: "Da Husmandsfamilierne ansees nyttige saavel for det Almindelige som i Særdeleshed for Gaardmændene, så vil Vi allernaadigst, at Vore Amtmænd og Landvæsenskommissarier ved Byernes Udskiftning skulle søge at overlægge og afgøre med Lodsejerne, hvorledes dem en forholdsmæssig Græsning, imod hvad dem ved Udskiftningen betages, efter enhver Byes særdeles Omstændigheder bedst og belejligst kan være at tillægge. Og som Degne og Skoleholdere paa de fleste Steder hidtil have til nogen Græsning været berettigede; saa ansees det tienligt, at dem i sammesteds ved Udskiftningen tildeles paa beleilige Steder hver et lidet stykke Jord, som tillige for dem indhegnes". Ved en forordning af 8. juni 1787 blev det bestemt, at intet husmandssted måtte få mere end 3 eller højst 4 tønder land middelgod jord. I praksis skete der det, at husmændene ofte blev flyttet ud i samlede grupper eller "kolonier" på de tidligere overdrevsjorder. I visse tilfælde blev enkelte gårde nedlagt under processen, og i sådanne tilfælde kunne Rentekammeret gå ind og sikre, at den gården tilhørende jord blev tillagt både pligthuse og jordløse husmandssteder. Dette var fx tilfældet på Juellund gods, hvor grev Schack i forbindelse med nedlæggelse af 2 gårde blev pålagt at oprette 6 huse, hver med et stykke jord på 2 skæpper hartkorn. Hovedprincippet var, at den husmænd tillagte jord skulle sikre græsning for og vinterfoder til 1 ko og 4 får pr. husmand, i visse tilfælde med et stort antal husmænd dog kun 1 ko eller 4 får. Senere, ved plakat af 25. november 1801, blev grænsen for husmandsjord forhøjet til græsning for 2 køer og 6 får.
Med hensyn til beliggenheden af husmandslodder var det karakteristiske, at de blev lagt der, hvor de gjorde mindst skade for sikringen af et hensigtsmæssigt gårdbrug. I nogle tilfælde blev husmandslodderne placerede yderligt i tilknytning til de enkelte gårdes jordlodder, det var fx tilfældet i Kongsted i Niløse Sogn på Sjælland, men i mange tilfælde valgte man at placere dem i samlede grupper på tidligere overdrev, selvom dette i nogen grad forringede husmændenes betydning som landarbejdere. Til belysning af omfanget af sådanne husmandskolonier kan oplyses, at en undersøgelse har vist, at der ved udskiftningen fremkom i Fyns amt 140 husmandskolonier, i Storstrøms amt 177 husmandskolonier og i Vejle amt 21 husmandskolonier, hvorimod sådanne ikke er konstaterede hverken i Nordjyllands amt eller Ringkøbing amt. De mindste kolonier bestod af blot 3 husmandsbrug, de største talte 38 brug. Eksempler på sådanne husmandskolonier er Østrup i Glud Sogn, Bjerre Herred i det tidligere Vejle Amt, Vantinge på Fyn, Ålekrog og Råmose i Magleby Sogn på Stevns. I en række tilfælde blev husmandskolonier oprettede af godsejere på egen jord, 15 i Storstrøms Amt, 16 i Fyns Amt, 2 i Vejle Amt, 1 i Nordjyllands Amt men ingen i Ringkøbing Amt.

## Betydning
Udskiftningerne blev altovervejende gennemført mellem ca. 1770 og 1810, idet nogle landsbyer blev udskiftet i to omgange og enkelte først meget sent. Visse øer, som Læsø i Kattegat, Fejø og Femø i Smålandsfarvandet samt småøerne i Det Sydfynske Øhav blev først udskiftet sent, og det samme gælder dele af det nordlige og vestlige Jylland, hvor "traditionelle driftsformer i forbindelse med græsningsarealernes store betydning for økonomien gjorde udskiftningen af agerjorden mindre presserende". Fra 1807 og i en årrække frem gik udskiftningen næsten helt i stå på grund af Napoleonskrigene og den store krise, der fulgte efter. I 1837 blev det beregnet, at omkring 1% af landbrugsjorden foruden en del købstadsjorder fortsat var uudskiftet. I nogle tilfælde blev landsbyer udskiftet to gange, hvis resultatet af en første udskiftning ikke var tilfredsstillende. Således blev landsbyen Vivild ved Randers udskiftet efter en brand i 1818, og man benyttede lejligheden til at udflytte nogle af landsbyens gårde. De seneste udskiftninger skete først i 1830-erne, mens den sidste by, der blev udskiftet, var Lund på Stevns; det skete i 1861.
Det er skønnet, at omkring 40% af alle gårde på Sjælland blev udflyttet i forbindelse med udskiftningen, på Fyn og i Jylland mellem 5-10%. Det er ligeledes skønnet, at omkring halvdelen af landets fæstebønder på mindre end en menneskealder blev selvejere. Medvirkende til denne udvikling var oprettelsen af Den kongelige Kreditkasse i 1786 til støtte for selvejerkøb samt at Den kongelige Enkekasse fra 1797 også ydede tilskud hertil. Disse bidrog til, at omkring 5.000 af de mellem 25.000-30.000 selvejerkøb kunne finde sted, altså mellem en femtedel og en sjettedel.
Udskiftningen udgjorde kun en del af det reformkompleks, der kendes som landboreformerne. Andre dele omfattede stavnsbåndets afvikling, hoveriets afløsning, overgang til arvefæste eller selveje, nye dyrkningsmetoder (især indførelse af kobbelbruget), ibrugtagning af bedre dyrkningsredskaber en forbedret retsstilling for bønderne samt en skolereform, der gjorde folkeskolen landsdækkende. Afledte virkninger var, at skovene kort tid efter måtte sikres ved fredskovsforordningen af 1805 og at der efterhånden fremkom nye småbrug, fordi bønder frasolgte deres udlodder. De mange forhold indvirkede på hinanden, men der er ingen tvivl om, at udskiftningen indtog en central placering i det samlede reformkompleks.
For bønderne betød ordningen på længere sigt både driftsmæssige og økonomiske fordele. Over tid skete en massiv overgang fra fæste til selveje, og bønderne kunne være sikre på, at driftsforbedringer ville komme deres arvinger til gode og sikre dem selv en tryg alderdom som aftægtsmænd. Derved indtraf der også en øget social adskillelse mellem gårdmænd på den ene side, husmænd og landarbejdere på den anden.